# Wind River
Wind River er en spillefilm fra 2017 af Taylor Sheridan.